# La cassa sbagliata (romanzo)
La cassa sbagliata è un romanzo scritto a quattro mani da Robert Louis Stevenson e Lloyd Osbourne, pubblicato nel 1889.

## Trama
La trama si basa su una tontina (una particolare forma di investimento in cui l'ultimo sopravvissuto di un gruppo terrà l'intero capitale), di cui gli ultimi due membri superstiti sono i due fratelli Finsbury, Joseph e Masterman, entrambi ormai molto anziani. Joseph Finsbury viene tenuto sotto chiave dai suoi due figli Morris e John, che considerano il loro padre come una sorta di investimento: essi sono determinati a farlo sopravvivere a suo fratello, per ottenere l'intera tontina come eredità. Pertanto Morris vigila sul padre, vestendolo sempre in modo adatto alle condizioni atmosferiche ed ordinando continue visite mediche di routine. Joseph, però, soffre per questa intrusione nella sua vita privata.
A un certo punto, però, Joseph e i suoi due figli sono coinvolti in un mortale incidente ferroviario. Quando Morris e John si risvegliano si trovano nel mezzo di una scena di distruzione senza il loro padre; dopo una breve ricerca trovano un corpo e si convincono che sia quello del padre.
A questo punto, Morris e John decidono di occultare il corpo in modo da poter ancora vincere la tontina nascondendo la dipartita del padre e in attesa della morte del loro zio. Però, lungo la strada del ritorno il corpo è smarrito e viene sballottato in diversi modi, finendo per l'essere ritrovato in un pianoforte a coda.
Subito dopo, Morris e John si rendono conto che il corpo che hanno cercato di nascondere non è quello del loro padre: Joseph Finsbury è sopravvissuto all'incidente, ma ha colto questo come occasione di sfuggire alla vita opprimente che i suoi figli hanno imposto su di lui.

## Edizioni
- senza trad., "L'impossibile avventura", Milano, Edizioni S.A.C.S.E., 1936
- trad. di Henry Furst, La cassa sbagliata, Roma, Documento, 1944; Milano, Mursia, 1966
- a cura di Emma Masci Kiesler, La cassa sbagliata, Milano, Paoline, 1968
- a cura di Lodovico Terzi, La cassa sbagliata, Milano, Mondadori, 1993
- traduzione italiana di Livio Crescenzi, Fidenza, Mattioli 1885, 2014 ISBN 978-88-6261-434-4